# Jericó (Boyacá)
Jericó è un comune della Colombia facente parte del dipartimento di Boyacá.
Il centro abitato venne fondato da Pedro Guillen de Arce nel 1628, mentre l'istituzione del comune è del 20 ottobre 1821.